# Sapekhburto K'lubi Sp'art'ak'i Tbilisi
Il Sapekhburto K'lubi Sp'art'ak'i Tbilisi (in georgiano საფეხბურთო კლუბი სპარტაკი თბილისი?), meglio nota come Spartaki Tbilisi è una società calcistica georgiana con sede nella città di Tbilisi. Nella sua storia ha partecipato a due edizioni della Umaglesi Liga, massima serie del campionato georgiano di calcio.

## Storia
Il club venne fondato nel 2002. Nell'estate del 2003 si fuse con il Lazika Zugdidi dando vita allo Spartaki-Lazika Zugdidi con sede a Zugdidi. Con questa denominazione partecipò alla Umaglesi Liga 2003-2004, terminando all'undicesimo posto sia la prima fase sia la seconda fase nel raggruppamento per la salvezza, retrocedendo in Pirveli Liga. Con la retrocessione saltò la fusione e le due società tornarono indipendenti. Il ricostituito Spartaki Tbilisi prese il posto in Pirveli Liga spettante allo Spartaki-Lazika, concludendo il campionato 2004-2005 al terzo posto. Successivamente, venne ripescato in Umaglesi Liga per l'allargamento dell'organico a sedici squadre. Il ritorno in Umaglesi Liga durò per la sola edizione 2005-2006, visto che concluse il campionato all'ultimo posto e venne retrocesso in Pirveli Liga. Anche la stagione 2006-2007 si concluse con una retrocessione, portando lo Spartaki Tbilisi in terza serie.

## Palmarès

### Altri piazzamenti
- Coppa di Georgia:

Semifinalista: 2003-2004
- Erovnuli Liga 2:

Terzo posto: 2004-2005